# Pseudodelphacodes flaviceps
Pseudodelphacodes flaviceps är en insektsart som först beskrevs av Franz Xaver Fieber 1866.  Pseudodelphacodes flaviceps ingår i släktet Pseudodelphacodes och familjen sporrstritar. Inga underarter finns listade i Catalogue of Life.